# Kurt Prager
Kurt Prager (* 28. Januar 1901 in Niederzwönitz; † 24. Dezember 1969 in Karl-Marx-Stadt) war ein erzgebirgischer Mundartdichter.

## Leben
Prager wurde in Niederzwönitz als Sohn des Schuhmachers Richard Prager geboren. Ab 1915 absolvierte er eine Lehre als Kaufmann und war bis zu seiner Einberufung in den Kriegsdienst im Ersten Weltkrieg im Betrieb A. Trommler in Zwönitz, der größten Kinderschuhfabrik des Deutschen Reiches, tätig. Ab 1928 war er für diese als Handlungsreisender in ganz Deutschland unterwegs. Im Zweiten Weltkrieg wurde Prager 1941 von der Wehrmacht eingezogen, aber bald wieder entlassen. Erst 1945 wurde er ein zweites Mal mobilgemacht. Er geriet noch am 10. Mai 1945 in sowjetische Kriegsgefangenschaft, aus der er als Invalide entlassen wurde. Nach der Rückkehr war er zunächst als Waldarbeiter, dann ab 1947 für die SDAG Wismut tätig. Aufgrund seiner angeschlagenen Gesundheit ging Prager 1949 zurück in die Schuhfabrik.
Er war seit 1924 mit Susanne Opitz verheiratet, aus welcher Ehe ein Sohn und eine Tochter hervorgingen. Sie lebten in Zwönitz. Zu Heiligabend 1969 erlag Prager einem Herzleiden. Seit 1995 ruhen seine Gebeine in der Ehrenbürgergruft auf dem Zwönitzer St. Trinitatisfriedhof.

## Werk
Als 19-Jähriger trat er 1920 mit dem Schwank „Ben Hamstern ertappt“ erstmals an die Öffentlichkeit. Im Selbstverlag publizierte er 1926 erstmals eigene Lieder und Gedichte in erzgebirgischer Mundart unter dem Titel Die Bergeswelt, zu denen er auch die Weisen teilweise selbst komponiert hatte. 1938 folgte eine beträchtlich erweiterte zweite Auflage dieses Werkes. Ein Teil seiner Lieder wurde auf Liedpostkarten, unter anderem im Selbstverlag und ab 1945 im Zwönitzer Verlag Gebrüder Schelzel verbreitet. Weitere kleine Theaterstücke für Vereinsaufführungen waren „De Rachenkünstler“, „Vergaß dei Hamit net“ und „Des Kriegsgefangenen Heimkehr oder ‚Harre meine Seele‘“.
Nachdem er im Dritten Reich fast schon euphorische Gedichte auf die Zeit verfasst hatte, aber doch enttäuscht wurde, weigerte er sich nach dem Ende des Weltkriegs, sich der aufkommenden sozialistischen Heimatdichtung anzuschließen. Getreu seinem Motto „Alles, was ich niederschrieb, tat ich der Heimat zuliebe!“ beteiligte sich Prager aber zumindest an der Kulturarbeit innerhalb des Kulturbundes der DDR, unter anderem bei der Ausgestaltung des Schulfestes 1957 in Niederzwönitz. Im gleichen Jahr erschien eine kleine hektographierte Broschüre „Für mei Hamit“, in die er alte und neue Arbeiten einarbeitete. Einige seiner Arbeiten erschienen in dieser Zeit in der Glückauf-Zeitschrift des in der DDR verbotenen Erzgebirgsvereins, der in der Bundesrepublik Deutschland wiedergegründet worden war. Der Erzgebirgsverein ehrte ihn 1958 mit dem Ehrenabzeichen mit vergoldetem Schlägel und Eisen.
2004 gab die Stadtverwaltung Zwönitz seine Lieder und Gedichte neu heraus. Im Juli 2003 wurde ein Kurt-Prager-Gedenkstein auf dem Zwönitzer Ziegenberg errichtet.